# 曾述棨
曾述棨（？—？），字霽生，河南固始人，清末民初官员。

## 生平
曾述棨是光绪十八年壬辰科进士。同年五月，改翰林院庶吉士。光緒二十年四月，散館，著以部属用。
中华民国成立后，他曾任肃政厅肃政史，平政院评事。